# Einsetzung eines Königs
Einsetzung eines Königs ist ein Roman von Arnold Zweig aus dem Jahre 1937 und Bestandteil des Zyklus Der große Krieg der weißen Männer.

## Inhalt
Hauptmann Winfried dient Anfang 1918 an der Ostfront in der Obersten Heeresleitung als Adjutant seines Onkels, des Generals von Lychow. Nach seiner Versetzung in die Militärverwaltung der besetzten Gebiete Ober Ost wird er Zeuge von Machtkämpfen und Intrigen um die Neuverteilung der Macht in Litauen und schließlich in diese hineingezogen. Zugleich wird er mit der wirtschaftlichen Ausbeutung der besetzten Gebiete konfrontiert. Er beginnt, am Sinn des Krieges zu zweifeln.  Mit seiner Verlobten der in einem Lazarett arbeitenden Krankenschwester Bärbe Osang, verbringt er seine dienstfreie Zeit. Beide träumen von einer gemeinsamen Zukunft nach einem baldigen Kriegsende und wünschen sich ein Kind. Winfried erhält den Befehl, den Vikar des Bischofs von Wilna zur Internierung in das Kloster Maria-Laach zu bringen. Er nutzt diese Reise, um dem sozialdemokratischen Abgeordneten Kilian Hemmerle eine vertrauliche Botschaft zu überbringen. Seine Vorgesetzten erfahren von der Kontaktaufnahme. Das litauische Parlament wählt ohne Zustimmung der deutschen Besatzungsmacht den König Mindaugas II. Eines Nachts wird Winfried nach der Sperrstunde in Zivilkleidung und ohne Dokumente aufgegriffen und als angeblicher gegnerischer Spion in ein Lager verbracht, in dem jüdische Zivilisten unter inhumanen Verhältnissen Zwangsarbeit verrichten müssen. Der jüdische Leutnant Perl befreit Winfried nach zwei Tagen und lässt das Lager schließen. Im Lager hat Winfried erfahren, dass sein Onkel einem Attentat zum Opfer gefallen ist. Inzwischen ist Bärbe, die ein Kind erwartet, schwer an Grippe erkrankt. Sie stirbt in Winfrieds Armen. Als Winfried erfährt, dass seine Inhaftierung kein Versehen, sondern eine Disziplinierungsmaßnahme persönlicher Gegner war und mit Billigung seines Vorgesetzten General Clauß erfolgt ist, wendet er sich vom deutschen Militarismus ab.

## Ausgaben
- Arnold Zweig: Einsetzung eines Königs. Querido-Verlag, Amsterdam 1937.
- Arnold Zweig: Einsetzung eines Königs. Fischer-Taschenbuch-Verlag, Frankfurt am Main 1986, ISBN 3-596-25913-4 (Lizenzausgabe des Aufbau-Verlags, Berlin und Weimar).
- Arnold Zweig: Einsetzung eines Königs. 1. Auflage. Aufbau-Verlag, Berlin 2004, ISBN 3-351-03406-7 (Überarbeitete Version).